# 利亞姆·弗雷澤
利厄姆·弗雷澤（英語：Liam Fraser；1998年2月13日—）是一名加拿大足球員，在場上司職中場。

## 生平

### 俱樂部生涯
2022年1月，弗雷澤和比利時甲B聯賽球隊丹澤簽下兩年半合約。他在2月9日迎戰韋斯特洛的比賽上首次為丹澤上陣
。

### 國家隊生涯
弗雷澤在2015年和2016年都曾入選過加拿大U-20集訓營，但並未在任何比賽中上陣。2016年8月，弗雷澤入選加拿大U-20國青隊對陣哥斯大黎加的友誼賽大名單。2017年2月，弗雷澤入選加拿大U-20國青隊出戰中北美U-20錦標賽的大名單。
在2018年和2019年，弗雷澤數次入選大國家隊集訓營。2019年10月15日，弗雷澤在加拿大以2-0擊敗美國的中北美國家聯賽排位賽上第一次為大國家隊上陣。
2021年7月，弗雷澤入選加拿大男足出戰2021年中北美金盃的大名單。